# Espacio narrativo
En un texto narrativo, el espacio es el marco físico en el que se desarrolla la acción. Este nivel del espacio es el que más está a la vista del receptor ya que se trata de los espacios “geográficos” (sean reales o ficticios) en los que se desarrolla toda la acción.

## Tipos de espacio
- Espacio psicológico: También se le podría considerar como el ambiente que predomina a lo largo de toda la historia. El espacio psicológico genera una predisposición en el momento de la lectura; por ejemplo, en el caso de un cuento de suspenso, el espacio en el que se desarrolla presuponen ya una atmósfera acorde a lo que ocurre en la narración. Podríamos también considerar que este nivel es de carácter simbólico ya que mediante los elementos presentes en corresponde al entorno social, cultural, religioso, moral o económico en el que se desarrollan los acontecimientos. De este modo, los personajes pertenecen a un sector social, poseen un nivel intelectual y cultural.

Según Luz Aurora Pimentel describir es “construir un texto con ciertas características que le son propias, pero, ante todo, es adoptar una actitud frente al mundo […]”. También, según la misma autora, describir es presentar un objeto mediante la enumeración de sus cualidades, elementos cercanos, etc. La introducción del objeto es el inicio y el anuncio de la descripción.
La descripción es el proceso contrario a la narración en tanto que esta es la que se encarga de los sucesos y no de los objetos contenidos en la historia ni de los espacios de la diégesis; al mismo tiempo, es el recurso mediante el cual puede generarse el espacio dentro de la narración. Simultáneamente, la descripción es el recurso mediante el cual los objetos y las relaciones entre éstos son expuestas. La construcción de la descripción se hace posible a través de una serie de que permiten que todo aquello que es descrito signifique para el lector. Estos modelos pueden ser de varios tipos:
- Lógico-lingüísticos: Señales que indiquen el movimiento de un objeto o la posición que ocupa (hacia adelante, atrás, arriba de..., abajo, etc.)

- Taxonómicos: Las distintas partes de un objeto. Por ejemplo las partes que constituyen un automóvil y su relación con el todo que forman.

- Espaciales: Las tres dimensiones que forman parte de un espacio:los planos horizontales y verticales.

- Temporales: Los períodos del tiempo y su afección en el entorno. Por ejemplo, los escenarios que las cuatro estaciones permiten.

- Culturales: Son todos aquellos modelos que son parte de una cultura y que tienen un valor para los miembros de una comunidad. Sin embargo, estos modelos también pueden ser comprendidos por sujetos ajenos a la tradición. Algunos modelos culturales podrían ser el uso de alguna canción popular, de algún personaje reconocido o lugares conocidos por gran parte de una comunidad.

Mientras dentro de la narración haya una mayor cantidad de modelos es más fácil decir que un objeto está más delimitado, y, por lo tanto, mejor descrito. 
Por otro lado, si bien la narración y la descripción son procesos opuestos, también es cierto que ambos están estrechamente relacionados ya que es en el espacio descrito en donde transcurre la narración es mediante la narración que podemos conocer, en otro nivel, las relaciones que se establecen entre los objetos descritos. 
Para ciertos autores, la descripción implica dar a conocer los detalles que rodean la narración, esto con el fin de que se pueda conocer de manera precisa la circunstancia en la cual está transcurriendo la acción. Otro aspecto de la descripción es que también ha sido considerada como una forma de dar evidencia de todo lo que sucede en el texto, ya que si bien es en la narración en la que se conoce lo que sucede, es mediante la descripción que se puede saber qué elementos son los que se están relacionados así como también el modo como se relacionan. La lectura de estas relaciones puede hacerse debido al “pacto comunicacional” establecido entre el texto y el lector: si bien las marcas dentro del texto pueden construir la representación de un espacio, es a partir de la ilusión de realidad que ésta puede generar efectos en el lector.
Generales es donde se desarrolla los hechos sin ser contado en la historia.

## Distintas consideraciones en torno al espacio
A inicios del siglo XX comenzaron los estudios que se centraban en el tiempo de la narración. Sin embargo, casi al mismo tiempo, estos estudios dejaron ver también una postura en torno al espacio. Algunas de las posturas más relevantes son:
- Fenomenológico: El espacio corresponde a una imagen mental construida a partir de la descripción. El autor que trabaja esta definición es Gaston Bachelard quien habla de “topoanálisis” el cual consiste en encontrar la relación que se establece entre los espacios y los elementos psicológicos. El ejemplo que de manera particular trabaja Bachelard es el análisis de la casa y su constitución como “espacio feliz”. La casa, con todos los elementos dentro y fuera de ella, representa una especie de arquetipo con el cual el receptor puede hallar correspondencias. Si bien las consideraciones de Bachelard se centran en torno al estudio de la casa (el espacio “feliz”), uno de los aspectos que considera para su revisión es la dialéctica del adentro y del afuera, la cual consiste en diferenciar los espacios de protección de los espacios hostiles.

- Narratológico: Desde el punto de vista de los estudios narratológicos, el espacio es un principio ordenador de todos los objetos que aparecen en la narración. El espacio es un producto de la red de significados que se establece a través de la descripción. A su vez, desde la narratología, el planteamiento del espacio es el planteamiento de un modelo narrativo en el cual se establecen relaciones no solamente de tipo espacial sino, incluso, extratextual, con referentes que están fuera del texto. Es a partir de los estudios narratológicos que se pone especial atención en la descripción como parte esencial de la constitución del espacio narrativo.

- El cronotopo: El cronotopo es un concepto desarrollado por Mijaíl Bajtín. Significa espacio-tiempo y es, según el autor ruso, la relación indisoluble que hay entre el espacio y el tiempo. De esta forma espacio y tiempo avanzan a lo largo de la historia, demostrando efectos en el otro de manera irremediable. Para Bajtín, las acciones desarrolladas durante cierto tiempo (por ejemplo, “el tiempo de la aventura”) van ligadas también a cierto espacio (el “espacio de la aventura”), de tal manera que de esta relación surge lo que el mismo autor designa como motivo, este motivo, además, permite la constitución del ambiente en tanto que lo que ocurre en la escena genera una predisposición por parte del lector hacia una interpretación del texto.